# Date deschise
Datele deschise sunt date care pot fi folosite în mod liber, refolosite și redistribuite de către oricine și în orice scop, supuse cel mult la necesitatea atribuirii în condiții identice.

## Criterii
Pentru a fi considerate deschise, datele trebuie să respecte următoarele criterii:
- Disponibilitate: datele trebuie să fie disponibile într-o formă ușor de procesat, ca un întreg, nu pe bucăți
- Acces: datele trebuie să poată fi descărcate fără costuri și preferabil de pe Internet
- Reutilizare: datele trebuie să poarte o licență care să permită reutilizarea și combinarea cu alte date
- Participare universală: datele trebuie să poată fi folosite în orice scop, inclusiv comercial

## Legaturi externe
- Ghidul datelor deschise
- Planul national de publicare a datelor deschise Arhivat în 28 septembrie 2015, la Wayback Machine.
- Guvernul României a aprobat Proiectul de Lege privind datele deschise- open data/